# Klučenice
Klučenice település Csehországban, a Příbrami járásban. Klučenice Kovářov, Milešov, Bohostice, Krásná Hora nad Vltavou és Kozárovice településekkel határos. Lakosainak száma 476 fő (2024. január 1.).

## Népesség
A település lakosságának változását az alábbi diagram mutatja:
| Lakosok száma | 1826 | 1679 | 1462 | 864  | 566  | 474  | 457  | 442  | 447  | 476  |
|               | 1869 | 1890 | 1921 | 1950 | 1980 | 2001 | 2017 | 2019 | 2022 | 2024 |